# Верже, Жан-Мари
Жан-Мари Верже (фр. Jean-Marie Vergez; 1757–1831) — французский военный деятель, бригадный генерал (1806 год), барон (1808 год), участник революционных и наполеоновских войн.

## Биография
Родился в семье производителя носовых платков и фермера Пьера Верже (фр. Pierre Vergez) и его супруги Мари Лья (фр. Marie Lias; 1723–1783).
Начал военную службу 1 апреля 1778 года простым солдатом в пехотном полку Конде в Морбиане. В 1778-1779 годах служил на море и при осаде Гибралтара. 1 апреля 1786 года он был уволен за выслугу лет. 1 марта 1787 года он возобновил службу рядовым в Сентонжском пехотном полку. 11 июля 1789 года записался в Национальную гвардию Парижа, сформированную генералом Лафайетом.  1 сентября 1789 года он стал фузилёром парижской национальной гвардии.
В 1792 году сражался в составе Северной армии под командой генерала Дюмурье. 9 февраля 1793 года был избран капитаном 1-го батальона горных егерей Армии Восточных Пиренеев, принимал участие в боевых действиях против испанцев под началом генерала Сервана.  26 июля 1794 г. он принял участие во взятии перевала Майя, а 16 октября 1794 г.ода сражался при Толосе, затем при Лекамберри.
10 февраля 1795 года в родном городке женился на Симоне Рок (фр. Simone Roques; 1772–1847), от которой имел дочь Жанну (фр. Jeanne Vergez; 1794–1882). Пара развелась 15 января 1802 года.
В сентябре 1795 года переведён в Армию Берегов Океана генерала Гоша, сражался против повстанцев в Вандее. 23 марта 1796 в бою при Шаботтери ранил и захватил в плен генерала Шаретта, вождя вандейских шуанов. Это принесло ему поздравления департамента Верхние Пиренеи 23 апреля 1796 года, а его родной город Сен-Пе-де-Бигор провозгласил его славным героем во время торжественной церемонии 29 января 1797 года.
5 августа 1796 года получил звание командира батальона, и был переведён в 24-ю полубригаду лёгкой пехоты. 27 января 1797 года возглавил батальон в 12-й полубригаде линейной пехоты, служил в Итальянской, Римской и Неаполитанской армиях, отличился в сражении 15 декабря 1798 года при Строле. 5 мая 1799 года произведён генералом Макдональдом в полковники, и возглавил всю 12-ю полубригаду. 12 июня 1799 года получил огнестрельное ранение в плечо при взятии Модены. 26 августа ранен пулей в правое бедро при Кьявари, 6 ноября отличился и был дважды ранен в сражении при Нови. С 1800 по 1801 год служил в Резервной армии, затем в Швейцарии. В 1801 году он вернулся во Францию, и его полк дислоцировался в Вердене.
7 февраля 1803 года в Вердене сочетался вторым браком с Мари Серван (фр. Thomasse Marie Therese Servan; 1786–1822). У пары родились три сына и десять дочерей.
29 августа 1803 года его 12-й полк вошёл в состав 3-й пехотной дивизии генерала Дюрютта в лагере Брюгге Армии берегов Океана. Участвовал в Австрийской кампании 1805 года. В легендарном в сражении при Ауэрштедте проявил себя с самой лучшей стороны, и был трижды ранен в шею и оба плеча. 23 октября 1806 года произведён Наполеоном в бригадные генералы и назначен в распоряжение военного губернатора Берлина. В начале 1807 года находился под началом маршала Мортье в 8-м армейском корпусе и действовал против шведов, посланных в Померанию. Прикрывал Берлин, затем преследовал шведов до Штральзунда, но был ранен и потерял возможность продолжать службу. 13 июля 1807 года возвратился во Францию для излечения ран. 30 сентября 1807 года он был направлен в Итальянскую армию.
В декабря 1808 года определён в состав 2-й пехотной дивизии генерала Суама 7-го армейского корпуса Армии Испании. 23 апреля 1809 года ранен в ногу стычке при Вихе и 17 мая возвратился во Францию. 1 июня 1809 года возглавил 2-ю бригаду 2-й пехотной дивизии генерала Депо резервного корпуса генерала Жюно Армии Германии. 13 сентября 1809 года в Сен-Пе умер один из его сыновей с ещё одним ребёнком. Вскрытие подтверждает, что они были отравлены сбежавшим слугой.
19 сентября 1809 года возвратился на Пиренейский полуостров и возглавил бригаду в составе 3-го корпуса Армии Испании, под командованием генерала Сюше сражался в Каталонии и Арагоне, участвовал в осаде Лериды, в боях против партизан.  17 июля 1810 года он разбил испанцев при Дароке. 28 августа 1810 года он вошел в Теруэль.
18 апреля 1811 года переведён в штаб маршала Бертье и 29 ноября того же года вышел в отставку. 10 апреля 1813 году возвратился к активной службе и был зачислен в штаб Великой Армии. В июле возглавил вместо генерала Брайера 2-ю бригаду 9-й пехотной дивизии генерала Дельма 3-го армейского корпуса маршала Нея. 5 октября 1813 года назначен командиром 2-й бригады 11-й пехотной дивизии генерала Рикара 3-го корпуса. 5 ноября 1813 года переведён в состав 4-го армейского корпуса и с 20 января 1814 года командовал 15-й бригадой Национальной гвардии в Суасоне.
В апреле 1814 года он был принят на действительную службу с половинным жалованьем, а затем, 24 декабря 1814 года допущен к отставке. Во время «Ста дней» не стал присоединяться к Императору, но 28 июня 1815 года примкнул к войскам, предназначенным для обороны столицы. 1 октября 1815 года окончательно вышел в отставку. 15 мая 1825 года направил просьбу о присвоении ему звания генерал-лейтенанта. 23 мая 1825 года стал почётным генерал-лейтенантом.
Умер 20 июня 1831 года в Париже в возрасте 74 лет, и был похоронен на кладбище Пер-Лашез.

## Воинские звания
- Капитан (9 февраля 1793 года);
- Командир батальона (5 августа 1796 года);
- Полковник (5 мая 1799 года);
- Бригадный генерал (23 октября 1806 года).

## Титулы
- Барон Верже и Империи (фр. baron Vergez et de l'Empire; декрет от 19 марта 1808 года, патент подтверждён 21 сентября 1808 года)[2].

## Награды
Легионер ордена Почётного легиона (11 декабря 1803 года)
 Офицер ордена Почётного легиона (14 июня 1804 года)
 Коммандан ордена Почётного легиона (28 августа 1810 года)
 Кавалер военного ордена Святого Людовика (17 января 1815 года)